# Mopsfledermäuse
Die Mopsfledermäuse (Barbastella) sind eine Fledermausgattung aus der Familie der Glattnasen (Vespertilionidae). Die Gattung umfasst drei Arten, die in Eurasien und dem Mittelmeerraum verbreitet sind. Am bekanntesten ist die (Westliche) Mopsfledermaus (Barbastella barbastellus). Die Gattung ist nicht zu verwechseln mit einer anderen, in Afrika und Asien vertretenen Fledermausgattung mit dem wissenschaftlichen Namen Mops aus der Familie der Bulldoggfledermäuse, für die es keinen deutschen Namen gibt.
Mopsfledermäuse verdanken ihren Namen der besonderen Gesichtsform: Die Nasenlöcher öffnen sich nach oben, die auffallend gewölbten Ohren sind kurz, breit und an der Basis zusammengewachsen. Das lange, weiche Fell ist dunkelbraun oder schwarz gefärbt, wobei die Unterseite etwas heller ist. Diese Fledermäuse erreichen eine Kopfrumpflänge von 43 bis 60 Millimetern, eine Schwanzlänge von 40 bis 55 Millimetern und ein Gewicht von 6 bis 13 Gramm.
Wie die meisten Fledermäuse sind sie nachtaktiv, sie schlafen tagsüber auf Bäumen, in Spalten in der Baumrinde oder in Gebäuden. Zur Winterruhe ziehen sie sich in Höhlen zurück, manchmal migrieren sie auch in wärmere Gebiete. Ihr Flug wird als langsam und flatterig beschrieben. Mopsfledermäuse ernähren sich von Insekten wie Käfern, Nachtfaltern und Mücken.
Es werden drei Arten unterschieden:
- Die (Westliche) Mopsfledermaus (Barbastella barbastellus) ist in Europa und im Mittelmeerraum verbreitet.
- Die Östliche Mopsfledermaus (Barbastella leucomelas) ist von Südwestasien bis Japan und Indochina verbreitet.
- Die Peking-Mopsfledermaus (Barbastella beijingensis) wurde im Jahr 2007 beschrieben.[1]